# Брокович, Эрин
Э́рин Бро́кович-Э́ллис (англ. Erin Brockovich-Ellis; урожд. Пэтти; род. 22 июня 1960, Лоренс, штат Канзас) — паралегал, правозащитница и активистка охраны окружающей среды. Известна отстаиванием интересов жителей Хинкли (Hinkley), штат Калифорния, против корпорации Pacific Gas and Electric Company, загрязнявшей грунтовые воды этого населённого пункта канцерогенным шестивалентным хромом (который вызывал онкологические заболевания у горожан).

## Биография
Родилась в семье инженера-технолога Фрэнка Пэтти (1924—2011) и журналистки Бэтти Джо (1923—2008) в городе Лоренс. Окончила среднюю школу Лоренса, училась в Университете штата Канзас, затем изучала право в Уэйд-колледже в Далласе, штат Техас, где получила степень ассоциированного специалиста. В 1981 году несколько месяцев работала стажёром в компании Kmart, затем решила стать моделью и в том же году выиграла конкурс «Мисс Тихоокеанское побережье», однако после этого оставила карьеру в данном направлении. С 1982 года жила в Калифорнии.
Несмотря на отсутствие высшего юридического образования, внесла весомый вклад в работу по делу о загрязнении химикатами грунтовых вод против компании Pacific Gas and Electric Company (PG & E) в Калифорнии в 1993 году. Впоследствии участвовала в других судебных разбирательствах и стала президентом консалтинговой фирмы Brockovich Research & Consulting. Позже работала юрисконсультом в Нью-Йоркской фирме Weitz & Luxenberg. Стала почётным доктором нескольких американских университетов.

## В кино
История Эрин легла в основу сюжета фильма «Эрин Брокович», главную роль в котором исполнила актриса Джулия Робертс. Фильм был номинирован на 5 премий «Оскар»: за женскую роль, мужскую роль второго плана, режиссуру, фильм и оригинальный сценарий. Робертс, которая исполнила роль Эрин, получила награду как лучшая актриса. Брокович появилась в фильме в камео официантки по имени Джулия.
На жизни Эрин Брокович также основан сериал Смутьянка (2021), как указано в его титрах.